# الإصلاح البروتستانتي في الدنمارك والنرويج وهولشتاين
نقل الإصلاح البروتستانتي في الدنمارك والنرويج وهولشتاين هذه البلاد من الكاثوليكية إلى اللوثرية في المناطق التي كان يحكمها آل أولندبورغ المقيمون في الدنمارك في النصف الأول من القرن السادس عشر. بعد تفكك اتحاد كالمار في 1521/1523، شملت هذه المناطق ممالك الدنمارك (مع المحافظات الدنماركية الشمالية في سكينلاند) والنرويج (مع آيسلندا وغرينلاند وجزر فارو) ودوقيات شلسفيغ (وهي إقطاع دنماركي) وهولشتاين (وهي إقطاع ألماني) وبذلك امتدت الدنمارك إلى غوتلاند (وهي اليوم جزء من السويد) وأوزيل في إستونيا.
وصل الإصلاح البروتستانتي إلى هولشتاين والدنمارك في العقد الثالث من القرن السادس عشر. اكتسبت شخصيات لوثرية مثل هانس تاوسن دعمًا كبيرًا بين الناس ومن كريستيان الثاني، ومع أن خليفته اللاحق فريدريك الأول شجب رسميًّا الأفكار الإصلاحية، فإنه تسامح مع انتشارها. أدخل ابنه كريستيان الثالث اللوثرية رسميًّا إلى الأراضي التي يحكمها عام 1528، وعندما أصبح ملكًا في عام 1536 بعد حرب الكونت، أصبحت اللوثرية المذهب الرسمي في كل الدنمارك والنرويج. استُبعد الأساقفة الكاثوليكيون عن مناصبهم واعتُقلوا، وأعيد تنظيم الكنيسة حسب كهنوت الكنيسة اللوثرية بدعم صديق لوثر جوهانس بوغنهاغن عام 1537 (في الدنمارك والنرويج) وعام 1542 (في هولشتاين).
تأسس النظام الكهنوتي اللوثري في خلال الإصلاح البروتستانتي، وهو الجذر العام لكنيسة الدنمارك وكنيسة النرويج وكنيسة آيسلندا وكنيسة جزر فارو. أدّى هذا إلى انخراط الدنمارك غير الناجح في حرب الأعوام الثلاثين تحت حكم كريستيان الرابع، الذي قاد حلف الدفاع البروتستانتي ضد التحالف الكاثوليكي المضاد للإصلاح.

## انتشار الأفكار الإصلاحية

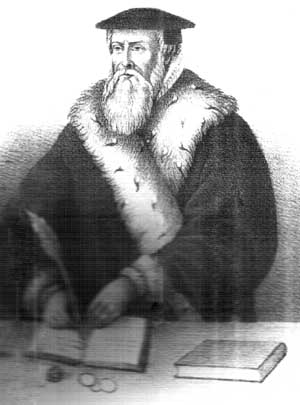
هانس تاوسن

كان هانس تاوسن، وهو من فرسان الإسبتارية في دير أنتروفسكوف، في عام 1525، قد بدأ نشر العقائد اللوثرية في فيبورغ. في السنين التالية، جعلت الحركة اللوثرية تنتشر في البلد، ومع أن الملك فريدريك الأول تعهد في ميثاقه أن يحارب اللوثرية، فإنه أصدر مرسومًا لأهالي فيبورغ عام 1526، يوجب عليهم به حماية هانس تاوسن.
تعود أصول الحركة الإنجيلية إلى ألمانيا، حيث نشر مارتن لوثر أطروحاته الخمس والتسعين في عام 1517. اكتسبت الحركة سريعًا نفوذًا واسعًا في الدنمارك، مع أن الإنسانينن مثل بول هلغيسين حاولوا طويلًا أن يحافظوا على حركة إصلاحية في الكنيسة الكاثوليكية بدلًا من أن يرموها كلّها كما فعل اللوثريون من بعدهم.
في السنين الأولى من العقد الرابع من القرن التاسع عشر، شجعت سلبية الملك الناس على مهاجمة الأديرة والكنائس. استغل الملك السابق كريستيان الثاني الذي كان منفيًّا منذ عام 1526 حال الاضطراب وأصدر كتابات فيها شائعات، تفسح له وللعقيدة اللوثرية الجديدة الطريق. عندما مات فريدريك الأول عام 1533، لم يستطع مجلس الدولة أن يتفق على تعيين الملك الجديد. فضلت الأغلبية الكاثوليكية ابن الملك فريدريك ذا الأعوام الإثني عشر، واسمه هانس الأكبر الشلسفيغي الهولشتايني الهادرسليفي، ودعمت أقلية أخاه غير الشقيق كريستيان الذي أدخل اللوثرية إلى دوقيته في سلسفيغ وهولشتاين في العقد الثالث من القرن الثالث عشر.
تأخر انتخاب الملك الجديد عامًا بسبب الخلاف. في هذا الوقت، كان مجلس الدولة يحكم البلد، ويسمح للأساقفة أن يقرروا المذهب الذي يُدَرَّس في أسقفياتهم. اتُّهم هانس تاوسن بالهرطقة وطُرد من زيلاند ولكن أسقف روسكيلدا استدعاه ليعود بعد شهر واحد. تزايد غضب المواطنين في مالمو وكوبنهاغن والفلاحين لا سيما في شمال يوتلاند من حكم النبلاء لهم من خلال المجلس، فتجمعوا حول الملك المنفي كريستيان الثاني.
ثم قرر المجلس أن ينضم إلى حلف هولندي شلسفيغي هولشتايني بدلًا من حلف لوبيك الذي مثله في اجتماع المجلس العمدة يورغن وولينويفر.

## انتخاب كريستيان الثالث وحرب الكونت

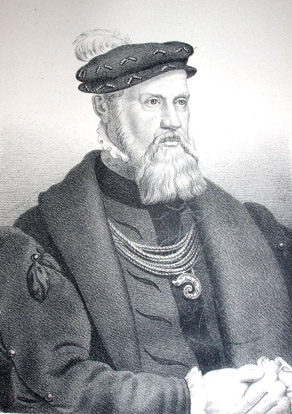
كريستيان الثالث

في يناير عام 1534، رفضت حكومة مدينة مالمو التي يقودها العمدة يورغن كوك الامتثال لأمر من أسقف لوند بنفي الوعّاظ اللوثريين. كانت مالمو قبل هذا بوقت طويل مركزًا للأنشطة الإنجيلية، وكان ردها على أمر الأسقف احتلال قلعة مالمو واعتقال حاكمها الأعلى. في مايو، لاحق هذا التمرد الكونت الألماني كرستوفر الأولدنبورغي وهاج هولستن. كان كوك المالمي ووولنويفر اللوبيكي قد وظفا كرستوفر ليغزو الدنمارك، من أجل أن يستعيد حكم الملك كريستيان الثاني. كانت مشاركة الكونت كرستوفر في السنتين التاليتين في الحرب الأهلية سبب تسميتها حرب الكونت أو عداء الكونت. كان هدف الكونت الأساسي زيلندا لا هولستن، حيث أبحر وسيطر سريعًا على كل المناطق الدنماركية حول الحزام الكبير.
في الرابع من يوليو عام 1534، اجتمع ممثلون عن طبقة النبلاء الجوتلاندية ومستشارون في ري شرق جوتلاند. هنا أجبر النبلاء الأدنَون الأساقفة على ترشيح كريستيان اللوثري دوق شلسفيغ وهولستن للمُلك. عندما انضمت إليهم طبقة النبلاء في فيونن، وافق كريستيان وبُويِع بوصفه الملك كريستيان الثالث في 18 من أغسطس ذلك العام في هورسينس.
بعد أن تمردت فيونن وجوتلاند، وانخرطت السويد وبروسيا في الحرب في سكونا، وانسحبت لوبيك من الصراع في يناير عام 1536، واستسلمت مالمو في السادس من أبريل، ولكن من غير أن تخسر مميزاتها ولا عقيدتها الإنجيلية. بعد أن جاع الشعب شهورًا، استسلمت كوبنهاغن أيضًا وانتحر عمدتها أمبروسيوس بوغبيندر. ومثل مالمو، لم تخسر كوبنهاغن مميزاتها، ومُنح متمردوها عفوًا.

## الإصلاح البروتستانتي في الدنمارك
تقدم الملك كريستيان الثالث إلى كوبنهاغن في السادس من أغسطس عام 1536، وبعد ستة أيام أجرى انقلابًا. اعتُقل الأساقفة الثلاثة الساكنون في كوبنهاغن ولوحق الآخرون واعتُقلوا كذلك. كان السبب الرسمي لاعتقالهم التردد في انتخاب كريستيان وجرائم أخرى مزعومة. ولكن السبب الحقيقي كان أن كريستيان أراد أن يرمي عصفورين بحجر: أن يدخل الإصلاح اللوثري، ويصادر أملاك الأساقفة، إذ كان محتاجًا إلى أرباحها حتى يغطي تكاليف الحرب الأهلية المنتهية مؤخرًا.
قبل أن يتسلّم كريستيان الثالث السلطة في كل أراضي الدنمارك والنرويج بعد حرب الكونت، كان قد حقق من قبل الإصلاح البروتستانتي في مناطقه في هادرسليف وتورنينغ، وهما منطقتان في جنوب يوتلاند سيطر عليهما عام 1524. كان كريستيان لوثريًّا مقتنعًا باللوثرية منذ أن التقى لوثر في اجتماع فورمس عام 1521، لذا أدخل النظام الكنسي اللوثري إلى مناطقه عام 1528 كما نُصّ عليه في بنود هادرسليف الاثنين والعشرين. في عام 1536، أراد أن يطبق نظامًا مشابهًا في كل مملكته. كانت بنود هادرسليف قد دخلت مكتب الإدارة، وساعدت هي وقتل الأساقفة –الذين لم يدعموا انتخابه ولا أرادوا أن يحملوا أي عبء من أعباء الحرب– على تعيين مكاتب إدارة لوثرية في كل الدنمارك والنرويج.
بعد الانقلاب، تواصل كريستيان الثالث مع مارتن لوثر وجوهانس بوغنهاغن، اللذين التقاهما أول مرة عام 1529، فهنّأ الرجلان الملك. رُفض طلب الملك اللاحق من يوهان فريدرش الأول، أمير سكسونيا، إذ طلب إليه أن يسلم ملانكتون أو بوغنهاغن للدنمارك مباشرة، ولكن الأمير كان يريد أن يفعل هذا بعد أن يقدم إليه اللاهوتيون الدنماركيون مسودة عن النظام الكنسي اللوثري. اعتمد الملك على كوكبة من اللوثريين الدنماركيين الذين درسوا في جامعة ويتنبرغ، وكان منهم بيدر بالاديوس، ويورغن سادولين، وهان تاوسن وفرانس فورمودسن.
عُقد مجمع في أودنسه حيث بدأت كتابة المسودة، ثم استمر في هادرسليف بعد ذلك. اعتمدت المسودة الأولى اعتمادًا أساسيًّا على بنود هادرسليف، وعلى المخطوط السكسوني المسمى دروس الزوار، وعلى كتاب بوغنهاغن المسمى عن عدة قضايا مسيحية وعلى كتابات لوثر الطقوسية والكتابات الدنماركية الطقوسية. في أبريل عام 1537، أُرسلت المسودة إلى ويتنبرغ للموافقة، وهناك سمح الأمير لبوغنعاغن أن يرحل إلى الدنمارك.